# Марбері (Алабама)
Марбері (англ. Marbury) — переписна місцевість (CDP) в США, в окрузі Отога штату Алабама. Населення — 1427 осіб (2020).

## Географія
Марбері розташоване за координатами 32°41′3″ пн. ш. 86°28′34″ зх. д. / 32.68417° пн. ш. 86.47611° зх. д. (32.684059, -86.476141).  За даними Бюро перепису населення США в 2010 році переписна місцевість мала площу 60,17 км², з яких 59,97 км² — суходіл та 0,20 км² — водойми.

## Демографія
Згідно з переписом 2010 року, у переписній місцевості мешкало 1418 осіб у 508 домогосподарствах у складі 379 родин. Густота населення становила 24 особи/км².  Було 580 помешкань (10/км²).
Расовий склад населення:
| - 92,2 % — білих - 3,8 % — чорних або афроамериканців - 0,1 % — корінних американців - 1,8 % — осіб інших рас |

До двох чи більше рас належало 2,1 %. Частка іспаномовних становила 3,8 % від усіх жителів.
За віковим діапазоном населення розподілялося таким чином: 27,5 % — особи молодші 18 років, 61,1 % — особи у віці 18—64 років, 11,4 % — особи у віці 65 років та старші. Медіана віку мешканця становила 36,5 року. На 100 осіб жіночої статі у переписній місцевості припадало 105,8 чоловіків;  на 100 жінок у віці від 18 років та старших — 102,0 чоловіків також старших 18 років.
За межею бідності перебувало 9,9 % осіб, у тому числі 14,8 % дітей у віці до 18 років та 6,3 % осіб у віці 65 років та старших.
Цивільне працевлаштоване населення становило 558 осіб. Основні галузі зайнятості: публічна адміністрація — 15,4 %, оптова торгівля — 12,4 %, транспорт — 12,2 %.